# El Diamante de Echeverría
El Diamante de Echeverría es una localidad del estado mexicano de Chiapas. Es parte del municipio de La Concordia.

## Demografía
| Gráfica de evolución demográfica |
|                                  |

| Censo | Población |
| ----- | --------- |
| 1980  | 1 236     |
| 1990  | 1 654     |
| 2000  | 2 033     |
| 2010  | 2 157     |
| 2020  | 2 365     |